# 刘定军
刘定军（1964年—），湖南桃源人，汉族，中华人民共和国政治人物、第十二届全国人民代表大会湖南地区代表。
毕业于长沙水利电力师范学院热动专业。加入中国共产党。2013年，担任全国人大代表。